# Tamás Märcz
Tamás Märcz (ur. 17 lipca 1974) – węgierski piłkarz wodny. Złoty medalista olimpijski z Sydney.
Igrzyska w 2000 były jego jedyną olimpiadą. Był także medalistą mistrzostw Europy i świata (srebro w 1998), wcześniej odnosił sukcesy w rozgrywkach juniorskich. Zdobywał tytuły mistrza Węgier, ale również Włoch.